# AK-103突击步枪

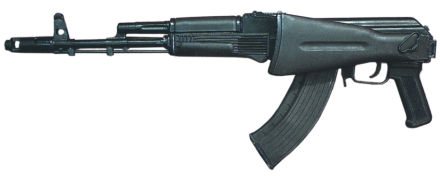
摺疊槍托後的AK-103

AK-103是俄羅斯制造的現代化突擊步槍，AK槍族成員之一。

## 設計
AK-103是為出口市場而設計的7.62×39毫米口徑突擊步槍，屬於第四世代的AK步槍。
除口徑不同外，AK-101、AK-103與AK-74M基本沒有太大差別。三者均採用現代化的工程塑料部件，取代了木製部件，配備30發黑色塑料彈匣及摺疊槍托。
與AK-74M及AK-101一樣，AK-103的槍管長415毫米（16寸），槍口上安裝有與AK-74相同的制退器，機匣左側裝有瞄准鏡座，可用於加裝各種光學及反射式瞄具。此外，AK-74M、AK-101和AK-103還能裝上GP系列槍掛式榴彈發射器。

### 與AKM的不同
- AKM為第二世代的AK步槍，AK-74是第三世代，AK-103和AK-74M為第四世代。
- 槍口裝有與AK-74M同型的制退器，降低射擊時的後坐力和火光。
- 木製部件改為用新型合成材料製造，降低重量，更加結實耐用。
- 固定槍托改為向左摺曡式，形狀上大體維持不變。
- 槍管使用現代標準的冷鍛方法鍛造，耐用性和精度更高。
- 機匣左側配有華沙條約導軌，護木可以選擇帶有皮卡汀尼導軌的版本。
- 黑色合成材料彈匣比鐵製彈匣更結實耐用，不易變形，在炎熱地區不會變得燙手。
- 兼容所有使用7.62×39公厘的AK彈匣。
- 第四世代的AK步槍共用許多零件，如槍托、護木等，提高生產性且降低成本。

## 衍生型

### 原廠
| 版本     | 簡介                                 |
| -------- | ------------------------------------ |
| AK-103   | 具擊發調變功能的標準軍用型。         |
| AK-103-1 | 為民間及執法機關市場而設的半自動型。 |
| AK-103-2 | 僅具有半自動和三發點放功能的型號。   |
| AK-103N2 | 設有1PN58夜視鏡安裝平台的版本        |
| AK-103N3 | 設有1PN51夜視鏡安裝平台的版本。      |

#### AK-104
AK-104是AK-103的縮短版本，類似AKS-74U，口徑相同，裝有314毫米槍管，使用和AKS-74U同樣的消焰器。

#### AK-203
AK-203是AK-103的現代化改進型，舊稱AK-103M。

### 外國生產
| 版本    | 國家           | 生產商          | 簡介                                                                         |
| ------- | -------------- | --------------- | ---------------------------------------------------------------------------- |
| KR-103  | 美国           | Kalashnikov USA | 於2020年推出的半自動民用型；公司與卡拉什尼科夫集團無關                       |
| CS/LR11 | 中华人民共和国 | 北方工业        | 56式衍生版本，除冲压机匣的前段三个铆钉的相对位置不同外，與原版AK-103基本相同 |

## 使用國

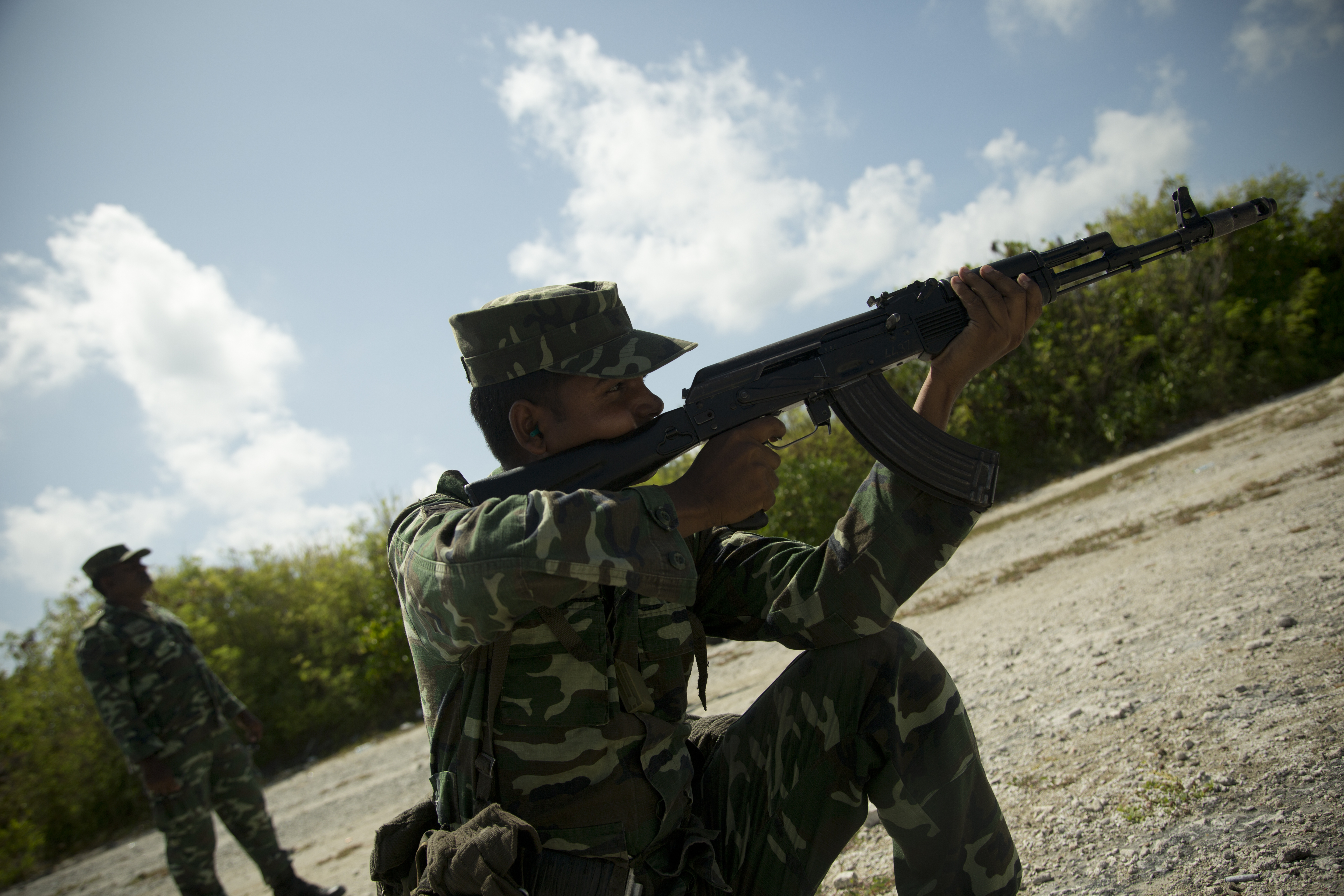
馬爾代夫軍士兵使用AK-103

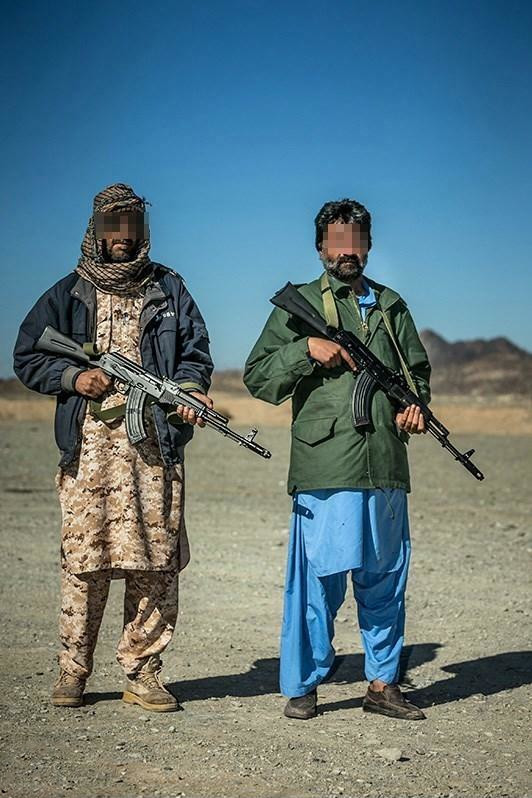
伊朗伊斯蘭革命衛隊也是AK-103的用戶

- 阿尔及利亚
- 亞美尼亞
- 白俄羅斯[1]
- 玻利维亚
- 不丹
- 柬埔寨
- 衣索比亞
- 印度
  - 印度軍隊
  - 警察單位
- 印度尼西亞
- 伊朗
  - 伊朗伊斯蘭革命衛隊
- 巴基斯坦
- 黎巴嫩
- 利比亞
  - 利比亞國民軍
- 馬爾地夫
- 摩洛哥
- 纳米比亚
- 奈及利亞
  - 尼日利亞陸軍（英语：Nigerian Army）
- 俄羅斯
  - 俄羅斯聯邦內務部
  - 俄羅斯聯邦安全局
  - 俄羅斯聯邦國家近衛軍
  - 俄羅斯聯邦麻藥管制局（英语：Federal Drug Control Service of Russia）
  - 俄羅斯聯邦武裝力量
  - 俄羅斯聯邦對外情報局
- 沙烏地阿拉伯
  - 沙特阿拉伯皇家陸軍（英语：Saudi Arabian Army）特種部隊
- 叙利亚
  - 敘利亞阿拉伯軍隊
  - 敘利亞內務部（英语：Ministry of Interior (Syria)）
- 乌克兰
  - 2022年俄羅斯入侵烏克蘭期間自俄軍繳獲。
- 乌拉圭
- - 烏茲別克國家安全局特種部隊[2][3][4][5]
- 委內瑞拉
  - 玻利瓦國家軍[6]
  - 警察單位

## 流行文化

### 電影
- 2016年—：由僱傭兵所使用，亦被主角亨利多次繳獲。

### 電子遊戲
- 2011年—《战争前线》：命名为“AK-103”，枪口使用AKM的斜切形枪口防跳器，使用导轨型护木并以華沙條約導軌加装导轨镜桥，为步枪手专用武器，使用AK的30发钢制弹匣，专家解锁，并可以改装枪口配件（通用消音器、突击消音器、突击制退器、突击刺刀）、战术导轨配件（通用握把、突击握把、突击握把架、枪挂型榴弹发射器）以及瞄准镜（EOTECH 553全息瞄准镜、绿点全息瞄准镜、ELCAN SpecterDS瞄准镜、红点瞄准镜、步枪高级瞄准镜、Trijicon ACOG瞄准镜）。拥有都市迷彩改装版本和眩光迷彩改装版本，均增加威力及载弹。
  - 都市迷彩版本与眩光迷彩版本均为活动武器。
- 2012年—：單人模式中普遍地由各個敵對陣營所使用，多人遊戲中為前鋒兵的可用武器。另外只在單人模式中登場的“AKM”實際上只是換上木製護木、握把和槍托的AK-103；而聯機模式獨有的“AK-103 Bullpup”實際上為AKU-94。
- 2012年—《3》：命名為「AK-47」，使用木製護木、握把和槍托，並裝有鏡橋。普遍的由友軍和敵軍所使用，也是玩家最早解鎖的武器之一。
- 2014年—《4》：命名為「AK-47」，使用黑色合成材料製成的護木、握把和槍托，並裝有鏡橋。普遍的由友軍和敵軍（皇家衛隊只在過場片段使用過）所使用，也是玩家最早解鎖的武器之一。另有“戰士”衍生型，裝有紅點鏡和抑制器。
- 2016年—《逃離塔科夫》：命名為“AK-103”，可作改裝。
- 2022年—：命名為“Kastov 762”。可通過武器客制化讓武器擁有接近AKM（包括AKMN、AKMSN等亞種）和AK-104突擊步槍的外观

## 外部連結
- （英文）—AK-103.com
- （英文）—Modern Firearms—AK-103（页面存档备份，存于）
  - AK-104（页面存档备份，存于）
- （俄文）—AK-103 Assault Rifle
  - AK-104 Small-Size Assault Rifle
- （俄文）—IZHMASH AK-103頁面
- （中文）—D Boy Gun World（AK-103突击步枪）（页面存档备份，存于）
  - D Boy Gun World（AK-104短突击步枪）（页面存档备份，存于）